# Зайнуллин, Насифулла Гиздатуллович
Насифулла Гиздатуллович Зайнуллин (28.10.1931, д. Новомедведево, Дюртюлинский район, БАССР — 18.12.1981, Альметьевск, Республика Татарстан) — электросварщик строительно-монтажного управления № 48 треста «Татспецстрой», Герой Социалистического Труда (1971).

## Биография
Родился 28 октября 1931 года в деревне Новомедведево Илишевского района Башкирской АССР в крестьянской семье. Татарин. Окончил 7 классов сельской школы. В суровое военное время помогал, как мог, взрослым на полях родного колхоза: пас лошадей, возил воду механизаторам на поля в страдную пору.
Трудовую деятельность начал в 1949 году, после восьми классов, устроившись учеником электросварщика в Туймазинское управление спецработ треста «Центроспецстрой». Отслужив в армии, вернулся на прежнее место уже профессиональным электросварщиком.
Всю оставшуюся жизнь Насифулла Гизатуллович отдал строительно-монтажному управлению № 34 треста «Татспецстрой» в городе Альметьевск Татарской АССР. Работая электросварщиком, в течение всей трудовой деятельности Н. Г. Зайнуллин показывал образцы труда, производственные нормы выполнял на 160—170 %. С заданием восьмой пятилетки справился досрочно — к 1 ноября 1968 года. За пятилетку сварил 260 километров трубопроводов при отличном качестве исполнения.
В 1966—1970 годы Н. Г. Зайнуллин подал 6 рационализаторских предложений, внедрение которых в производство дало экономию в сумме 157 тысяч рублей. Вот только одна запись из производственной характеристики Зайнуллина 1960-х годов: «. Вместе со сварщиком Малаховым предложил новый метод сварки потолочных стыков трубопроводов на Камском водоводе. Благодаря предложению Зайнуллина отпала необходимость строительства колодца и монтажа трех стальных задвижек.».
Умело передавал свой опыт молодым рабочим, подготовил 40 высококвалифицированных электросварщиков. Принимал активное участие в обустройстве Восточно-Сулеевской, Ново-Елховской и Абдрахмановской нефтяных площадей.
Указом Президиума Верховного Совета СССР от 30 марта 1971 года за выдающиеся заслуги в выполнении заданий пятилетнего плана и достижение высоких технико-экономических показателей Зайнуллину Насифулле Гиздатулловичу присвоено звание Героя Социалистического Труда с вручением ордена Ленина и золотой медали «Серп и Молот».
С 1972 года работал прорабом, с 1973 года — заместителем начальника специализированного управления № 48 треста «Татспецстрой».
Жил в городе Альметьевск. Умер 18 декабря 1981 года.
Награждён орденами Ленина, медалями. Заслуженный строитель Татарской АССР. В целях увековечения памяти Н. Г. Зайнуллина в городе Альметьевске на доме, где жил Герой, установлена мемориальная доска.